# Srbština
Srbština (српски / srpski) je standardizovaná varianta srbochorvatštiny, kterou mluví především Srbové. Je to úřední a státní jazyk v Srbsku, jeden ze tří úředních jazyků Bosny a Hercegoviny a spoluúřední jazyk v Černé Hoře a v Kosovu. Je uznaným menšinovým jazykem v Chorvatsku, Severní Makedonii, Rumunsku, Maďarsku, na Slovensku a v Česku.
Standardní srbština vychází z nejrozšířenějšího dialektu srbochorvatštiny, štokavštiny (konkrétně z dialektů Šumadije-Vojvodiny a východní Hercegoviny), který je také základem standardní chorvatské, bosenské a černohorské varianty, a proto byla v roce 2017 vydána Deklarace o společném jazyce Chorvatů, Bosňáků, Srbů a Černohorců. Dalším dialektem, kterým Srbové mluví, je na jihovýchodě Srbska torlačtina, která tvoří přechod k makedonštině a bulharštině.
Srbština je prakticky jediným evropským běžným jazykem, jehož mluvčí jsou plně funkčně digrafičtí a používají jak cyrilici, tak latinku. Srbskou cyrilici vymyslel v roce 1814 srbský lingvista Vuk Karadžić, který ji vytvořil na základě fonetických principů. Latinskou abecedu používanou pro srbštinu (latinica) navrhl chorvatský lingvista Ljudevit Gaj ve 30. letech 19. století na základě českého systému s korelací grafémů a fonémů jedna ku jedné mezi cyrilicí a latinkou, čímž vznikl paralelní systém.

## Dialekty
Spisovný srbský jazyk je založen na štokavském nářečí srbochorvatštiny, a rozlišují se východní (ekavská) a západní (ijekavská) varianta.
- ekavština (jat se vyslovuje jako e/é) – používá se pouze v Srbsku, kde je z velké míry převažující výslovnost (Bělehrad, Vojvodina, východní, centrální a jižní Srbsko).
- jekavština (jat se vyslovuje jako i/je/ě) – jediná výslovnost v Bosně a Hercegovině, Černé Hoře a Chorvatsku, v Srbsku pouze ve západní části (pořád ustupuje pod vlivem médií)

## Rozšíření
Počty mluvčích podle zemí:
- Srbsko: 6 770 000
  - Vojvodina: 1 557 020 (2002)
  - Centrální Srbsko: 5 063 679 (2002)
- Kosovo: 150 000
- Černá Hora: 401 382 (2003)
- Bosna a Hercegovina: 1 500 000
- Německo: přes 500 000 (2003)
- Rakousko: přes 100 000 (2001)
- Austrálie: přes 50 000 (2001)
- Švýcarsko: cca 50 000 (2000)
- Chorvatsko: 44 629 (2001)
- Severní Makedonie: 33 315 (2001)
- Slovinsko: 31 329 (2002)
- Rumunsko: 20 377 (2001)

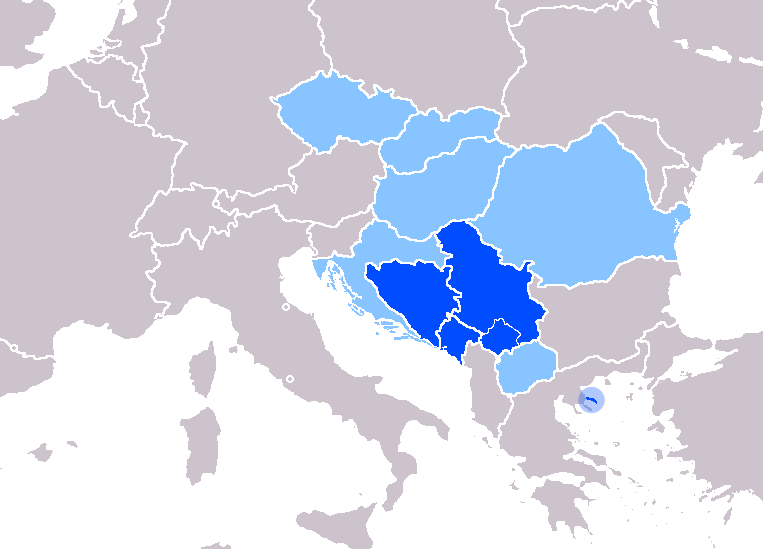
Země/oblasti, kde je srbština úředním jazykem.
Země/regiony, kde je uznáván jako menšinový jazyk.

Podle Statutu Rady vlády pro národnostní menšiny je srbština jeden z 12 menšinových jazyků v ČR.

## Historie
Nejstarší srbská literatura pochází ze středověku a patří do ní taková díla jako Miroslavovo evangelium (Мирослављево јеванђеље, 1192) a Dušanův zákoník (Душанов законик). Zachovalo se jen málo ze sekulární středověké literatury, ale to, co zbylo, ukazuje, že tehdejší srbské písemnictví šlo s dobou[zdroj?]. Například Alexandreida (Роман о Александру – epos o Alexandru Velikém) nebo srbský překlad Tristana a Isoldy.
Koncem 15. století bylo Srbsko dobyto Osmanskou říší a po příštích 345 let nebylo moc příležitostí pro sekulární psanou tvorbu. Konzervoval se tak do jisté míry středověký stav. Přesto z té doby pocházejí některá nejlepší srbská díla. Nejdůležitější je srbská epická poezie. Je známo, že Goethe se učil srbsky, aby si mohl číst srbské eposy v originále.[zdroj?] Hlavním útočištěm psaného jazyka v té době byly kláštery, ty se však držely církevní staroslověnštiny. Šířila se také lidová slovesnost a vznikaly různé ústně předávané příběhy a mýty.
Ve středověku došlo k několika změnám, na základě kterých se srbský jazyk odchýlil od ostatních slovanských. Podobně jako i v jiných jazycích se například l na konci některých slov (čital, sokol, oral, sol) změnilo postupně v současné o (čitao, soko, orao, so). První tištěná srbská kniha byla vyrobena v Cetinje v roce 1494, pouhých 40 let po Gutenbergově vynálezu knihtisku.

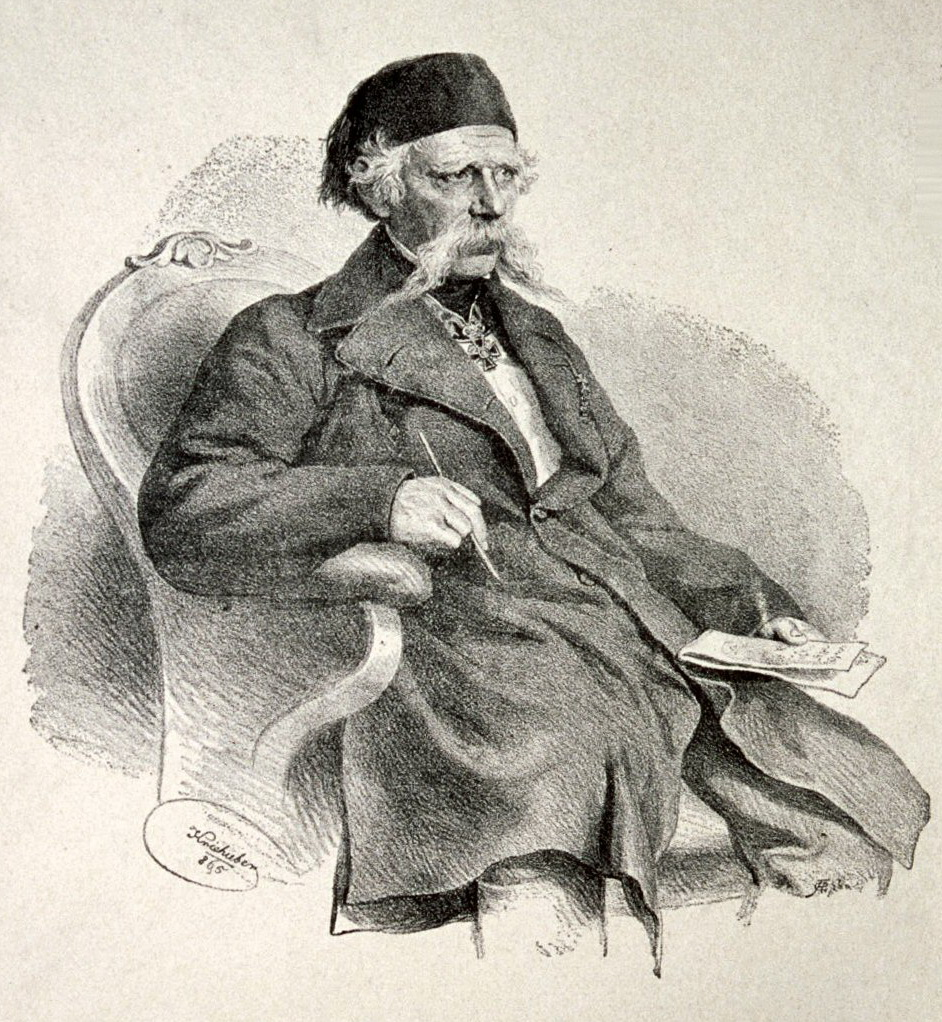
Vuk Karadžić, reformátor jazyka

Během středověku se ustálil systém čtyř přízvuků v srbštině (krátký a dlouhý kombinovaný se stoupavým a klesavým), které se poprvé objevily v Hercegovině a postupně se rozšířily do celého Srbska ale i dalších oblastí.
Koncem 18. století se psaný jazyk již značně vzdaloval od hovorového. V oblastech, které byly obývané Srby, navíc dominovala němčina a tendence pro podporu srbského jazyka byly velmi malé. Politicky se začalo angažovat Rusko, odkud se pašovaly náboženské knihy. V atmosféře, kdy bylo Rusko považované za patrona všech Slovanů a rozvíjejícího se panslavismu začala ruština nabývat na významu. Jednalo se ale jen o krátkodobý jev, neboť i ruský jazyk byl obyvatelům Srbska velmi vzdálen, stejně jako němčina ale i staroslověnština. Vznikl proto jazyk slavenosrbský, který se pokoušel integrovat všechny tři části. Nebyl však důsledně zkonstruován a mnohé při psaní textu v něm záviselo na autorovi. Ve slavenosrbském jazyce tak začaly postupem času převažovat hlavně lidové prvky.
Počátkem 19. století Vuk Karadžić reformoval srbskou cyrilici na fonetickém principu piš, jak mluvíš, a čti, jak je napsáno (podle zásady známé v srbštině jako piši kao što govoriš i čitaj kako je napisano) a propagoval hovorový lidový jazyk jako novou literární normu. Svoji práci dokončil v roce 1814; o čtyři roky později do něj přeložil i Srpski rječnik. Taková radikální změna sice byla zpočátku vnímána s nelibostí. Proti novému jazyku se postavila nejen církev s metropolitou Stevanem Stratimirovićem (protože mnohé z řečtiny přijaté výrazy byly nyní odstraňovány), ale i řada literátů – z nichž byl nejznámější tehdejší jihouherský spisovatel Milovan Vidaković. V druhé polovině 19. století – roku 1864 – si však reformovaná verze jazyka podle Karadžiće našla cestu a rozšířila se. Nebylo by tomu ovšem bez nastupující nové generace srbských literátů v čele s Brankem Radičevićem a dalšími.
Během 20. století byla srbština považována za východní větev srbochorvatského jazyka, který se snažil efektivním způsobem využít blízkosti Srbů a Chorvatů a jejich jazyků, které jsou oba v moderní podobě založené na štokavském nářečí. Po roce 1990 se však v souvislosti s politickými událostmi kodifikovaly oba jazyky odděleně jako srbský a chorvatský. Odpadla tak potřeba řešit mnohé věci unikátním způsobem; připouštěním značného množství synonym (pro chorvatskou i srbskou verzi). V Srbsku začala přirozeně dominovat ekavština, která však v Bosně a Hercegovině používána nikdy nebyla, avšak v souvislosti s událostmi poloviny 90. let začala mírně pronikat i tam.

## Odlišnosti od ostatních jazyků
Na rozdíl například od češtiny, ale i dalších jazyků, základ psané srbštiny vychází z mluveného slova. Odstraňují se tak nadbytečné hlásky a psaná podoba doslova kopíruje výslovnost slova (francuski místo francuzski). Cizí slova se přejímají takto také, a to z důvodu, aby jejich podoba v cyrilici byla dobře zapisovatelná.
Od chorvatštiny a dalších jazyků, které tvořily spolu jednu srbochorvatštinu, se srbština liší jednak slovy, která byla převzata z východní řecké vzdělanosti a přejímáním cizích slov ve fonetickém tvaru. Mezi další velké odlišnosti pak patří také odlišné časování některých sloves. Srbská slovesa si uchovávají původní tvar, kdežto časování chorvatských je ovlivněno německým jazykem.

## Rysy srbského pravopisu
Srbský pravopis je z historických důvodů založen na výrazně fonetickém principu, byť se místy objevují i prvky opačného přístupu, tedy pravopisu etymologického. Oproti češtině je proto větší tendence odstraňovat nadbytečné skupiny hlásek. Dochází k časté asimilaci (pod + pisati → potpisati), nebo odstraňování jednotlivých hlásek pro zjednodušení výslovnosti (bez + šuma → bešumni). Vypadává skupina -stn- a některé jí podobné (rastao → rasla, mesto → mesni). Kromě toho se také často využívá vkladného a, které odděluje složitější shluky hlásek a umožňuje tak opět zjednodušit výslovnost. Toto vkladné a se objevuje ve skloňování v různých případech, v jiných zase mizí (nom. pas → gen. psa).
Pro tvary infinitivu se používá tzv. dakanje, tedy tvar s určitou osobou spojený se slovem „da“, například „da gledaš“ pro sloveso „gledati“ (vidět).

## Systém zápisu
Standardní srbština používá jak cyrilici (ћирилица, ćirilica), tak latinku (latinica, латиница). Srbština je vzácným příkladem synchronní digrafie, tedy situace, kdy všichni gramotní členové společnosti mají k dispozici dva zaměnitelné systémy písma. Média a vydavatelé obvykle volí jednu nebo druhou abecedu. Obecně se obě abecedy používají střídavě; s výjimkou právní sféry, kde je vyžadována cyrilice, neexistuje kontext, v němž by jedna nebo druhá abeceda převažovala.
Ačkoli srbské jazykové orgány již více než půl století uznávají oficiální status obou písem v současné standardní srbštině, z historických důvodů byla cyrilice v Ústavě z roku 2006 ustanovena oficiálním písmem srbské administrativy.
Latinka se v úředním kontextu používá i nadále, ačkoli vláda dala najevo, že chce tuto praxi postupně ukončit kvůli nacionalistickým náladám. Ačkoli se latinka v Srbsku používá již po staletí, ministerstvo kultury považuje cyrilici za „identické písmo“ srbského národa.
Zákon však nijak neupravuje písmo ve standardním jazyce ani standardní jazyk samotný a ponechává volbu písma na osobních preferencích a svobodné vůli ve všech oblastech života (vydavatelství, média, obchod a podnikání atd.), s výjimkou výroby vládních dokumentů a oficiálního písemného styku se státními úředníky, které musí být v cyrilici.
Obecně se považuje za špatnou praxi míchat latinku a cyrilici v jednom textu, s výjimkou citátů a některých zkratek (např. měření). Někdy se to dělá v marketingových materiálech, jako jsou loga, aby se naznačila politická pluralita nebo „staré se potkává s novým“, i když je to vzácné.

### Použití
Pro většinu Srbů má latinka tendenci naznačovat kosmopolitní nebo neutrální postoj, zatímco cyrilice apeluje na tradičnější nebo starobylé cítění. Latinka je spojována s podnikáním, obchodem a moderností, zatímco cyrilici lze považovat za implikaci autority/úřednosti, konzervatismu, nacionalismu a tradice.
V médiích používá veřejnoprávní rozhlasová a televizní společnost Radiotelevizija Srbije převážně cyrilici, zatímco soukromé stanice, jako je Pink, používají převážně latinku. Noviny lze nalézt v obou písmech.
Ve veřejné sféře, u log, venkovních nápisů a maloobchodních obalů, převažuje latinka, i když se běžně setkáváme s oběma písmy. Srbská vláda v těchto souvislostech podporuje stále častější používání cyrilice. Na větších nápisech, zejména těch, které vyvěšuje vláda, se často objevují obě abecedy; pokud je na nápisu angličtina, pak se pro srbský text obvykle používá pouze cyrilice.
Průzkum z roku 2014 ukázal, že 47 % srbské populace dává přednost latince, zatímco 36 % dává přednost cyrilici.
Latinka je v Srbsku stále oblíbenější, protože se snáze zadává do telefonů a počítačů.

### Abeceda a abecední řazení
| velké:      | А | Б | В | Г | Д | Ђ     | Е | Ж | З | И | Ј | К | Л | Љ  | М | Н | Њ  | О | П | Р | С | Т | Ћ   | У | Ф | Х  | Ц | Ч | Џ  | Ш |
| malé:       | а | б | в | г | д | ђ     | е | ж | з | и | ј | к | л | љ  | м | н | њ  | о | п | р | с | т | ћ   | у | ф | х  | ц | ч | џ  | ш |
| přepis:     | a | b | v | g | d | đ, dj | e | ž | z | i | j | k | l | lj | m | n | nj | o | p | r | s | t | ć   | u | f | h  | c | č | dž | š |
| výslovnost: | a | b | v | g | d | dź    | e | ž | z | i | j | k | l | ľ  | m | n | ň  | o | p | r | s | t | č-ť | u | f | ch | c | č | dž | š |

Všechny hlásky odpovídají zhruba těm českým. Výjimkou je ć a đ, které jsou pro české mluvčí (ale i pro jiné národy) obtížně vyslovitelné. Dvouhlásky v srbštině prakticky neexistují, pouze v ijekavské variantě se zachovalo -ie-, to se však vyslovuje běžně jako -je-. Dalším místem, kde se lze v srbštině s dvojhláskami setkat, jsou citoslovce, nebo slova přejatá z cizích jazyků, a to hlavně angličtiny a francouzštiny.

## Slovní zásoba
Srbská slovní zásoba je původem z různých zdrojů. Původní staroslovanská slova, která má srbština společná třeba s dnešní češtinou a ruštinou, doplnila v pozdějších dobách i výraziva jiná. Srbský jazyk byl dlouho ovlivněn nadvládou Osmanské říše, během které se do jazyka rozšířily tzv. turcismy, tedy přejímky hlavně v oblasti gastronomie, armády, vlastnictví majetku či státní správy. Jakmile byl turecký prvek odstraněn, začaly pronikat vlivy jiné, například německé či ruské. V moderní době přicházejí do srbského jazyka slova mezinárodního charakteru, hlavně z angličtiny. Tato slova však nezdomácňují tak rychle, jako je tomu v jiných jazycích,[zdroj?] byť na první pohled je možné vidět jisté zdání, které vytváří hlavně fonetický přepis. Ve skloňování slova zůstávají celá (metro, genitiv metroa), někdy se neskloňují vůbec.
Dvě srbská slova se rozšířila do mnoha dalších jazyků: vampýr (вампир) a slivovice (шљивовица).[zdroj?]

## Příklady

### Číslovky
| Srbsky (cyrilice) | Srbsky (latinka) | Česky |
| jедaн             | jedan            | jeden |
| двa               | dva              | dva   |
| три               | tri              | tři   |
| чeтири            | četiri           | čtyři |
| пeт               | pet              | pět   |
| шeст              | šest             | šest  |
| сeдaм             | sedam            | sedm  |
| oсaм              | osam             | osm   |
| дeвeт             | devet            | devět |
| дeceт             | deset            | deset |

## Vzorový text

### Všeobecná deklarace lidských práv
| srbsky (cyrilice) | Сви људи се рађају слободни и једнаки у достојанству и правима. Они су обдарени разумом и свешћу и треба да се односе једни према другима у духу братства.  |
| srbsky (latinka)  | Svi ljudi se rađaju slobodni i jednaki u dostojanstvu i pravima. Oni su obdareni razumom i svešću i treba da se odnose jedna prema drugima u duhu bratstva. |
| česky             | Všichni lidé se rodí svobodní a sobě rovní co do důstojnosti a práv. Jsou nadáni rozumem a svědomím a mají spolu jednat v duchu bratrství.                  |